# Рустамов, Иса Агиль оглы
Иса Агиль оглы Рустамов (азерб. İsa Aqil oğlu Rüstəmov; род. 6 ноября 1999) — азербайджанский тяжелоатлет, серебряный призёр чемпионата Европы 2025 года.

## Карьера
С 2016 года Иса Рустамов выступает на международных соревнованиях по тяжёлой атлетике. В 2023 году дебютировал на взрослом чемпионате мира в весовой категории до 67 кг, однако в рывке не смог зафиксировать результат.
В феврале 2024 года на чемпионате Европы в Софии Иса в весовой категории до 67 кг стал пятым по сумме двух упражнений с результатом 299 кг.
В декабре 2024 года в Манаме, на чемпионате мира, Рустамов выступил в весовой категории до 73 кг, где занял итоговое 10-е место с результатом 328 кг.
На чемпионате Европы 2025 года в Кишинёве завоевал серебряную медаль в весовой категории до 67 кг с итоговым результатом 308 кг. В упражнении «толчок» стал победителем (170 кг), а в упражнении «рывок» занял третье место (138 кг).

## Достижения
Чемпионат Европы
| Результат | Вес      | Год  | Место соревнований | Рывок | Толчок | Общий вес |
| Серебро   | до 67 кг | 2025 | Кишинёв, Молдова   | 138,0 | 170,0  | 308,0     |